# آژانس امور مصرف‌کنندگان
آژانس امور مصرف‌کنندگان (به انگلیسی: The Consumer Affairs Agency) (به ژاپنی: 消費者庁) آژانس اداری دفتر کابینه ژاپن است که مسئولیت حمایت از مصرف‌کننده را بر عهده دارد و در ۱ سپتامبر ۲۰۰۹ تأسیس شد.

## زمینه
هر کدام از وزارتخانه‌های ژاپن برای امور مصرف‌کنندگان یک دفتر مربوط به خود را داشت اما پس از چندین رسوایی مربوط به مسمومیت غذایی و انواع مختلف ناشی از محصولات غیراستاندارد تولید شده یا وارد شده به ژاپن، تصمیم بر این شد که برای محافظت از منافع مصرف‌کنندگان یک نهاد مستقل تأسیس شود. اکثر مصرف‌کنندگان نمی‌دانستند در کجا مشکلات را گزارش دهند و در صورت بروز این مشکلات، شکایات معمولاً از محلی به مکان دیگر در داخل دستگاه‌های اداری منتقل می‌شد. علاوه بر این، سیاست‌های اداری بیشتر بر نیازها و علایق تولیدکنندگان و صنعت متمرکز بود نه مصرف‌کنندگان.
پس از رسانه ای شدن یک مسمومیت غذایی با دامپلینگ چینی، برنامه‌های اصلی این آژانس در ژانویه ۲۰۰۸ و تحت مدیریت نخست‌وزیر حزب لیبرال دموکرات، یاسوئو فوکودا ارائه شد. لایحه ایجاد آژانس در ۱۶ آوریل ۲۰۰۹ با مدیریت تارو آسو و با همکاری حزب مخالف وقت (حزب دموکرات)، مجلس عوام به اتفاق آرا این لایجه را متوقف کرد.
در ابتدا قرار بود در اکتبر ۲۰۰۹ یا بعد از آن آژانس افتتاح شود، اما دو روز پس از انتخابات سپتامبر ۲۰۰۹ و شروع به کار نخست‌وزیر آسو، آژانس تأسیس شد. در نتیجه، آژانس از آمادگی خوبی برخوردار نبود و با چالشهای اولیه زیادی روبرو شد.